# Punta de l'Àliga (l'Ametlla de Mar)
La Punta de l'Àliga, o Punta de l'Àlia, és una petita península situada a l'extrem meridional de la costa del municipi de l'Ametlla de Mar (Baix Ebre). Hi arriba el sender de gran recorregut GR-92, que coincideix aquí amb el camí de ronda. Hi ha les restes de la torre de l'Àliga, antiga torre de guaita declarada Bé Cultural d'Interès Nacional, ara convertida en mirador.